# Eclipses en la mitología y la cultura

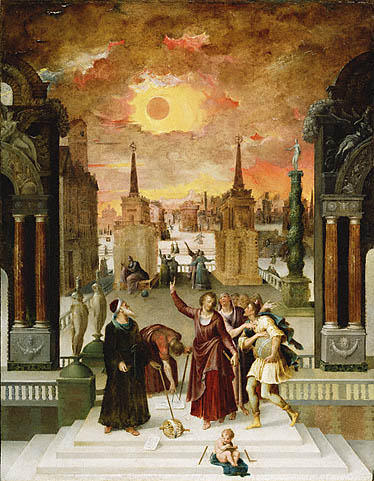
Dionisio Areopagita y el eclipse de sol. Antoine Caron (1571).

Los eclipses solares y lunares han sido descritos por casi todas las culturas. En aquellas sin conocimientos astronómicos, los eclipses a menudo se atribuían a causas sobrenaturales o se consideraban malos presagios.

## Prácticas religiosas y culturales
Aunque hoy los eclipses solares y lunares se explican astronómicamente como la sombra de un cuerpo celeste sobre otro, su apariencia desde la Tierra no sugiere de manera evidente una causa común para ambos fenómenos. Mark Littmann, Fred Espenak y Ken Willcox clasificaron las mitologías de los eclipses solares en cuatro géneros distintos:
- Un ser celestial (generalmente un monstruo) intenta destruir el Sol.
- El Sol lucha con su amante, la Luna.
- El Sol y la Luna hacen el amor y se ocultan en la oscuridad.
- El dios Sol se enoja, entristece, enferma o se vuelve negligente.

Estas clasificaciones ilustran cómo las culturas antiguas percibían los eclipses no solo como eventos astronómicos, sino como sucesos poderosos y misteriosos cargados de significado y trascendencia. La forma en que se interpretaban los eclipses variaba según el contexto cultural, con algunas civilizaciones viéndolos como advertencias divinas o presagios, mientras que otras los consideraban batallas cósmicas o manifestaciones de la voluntad divina. Así, los eclipses tenían una profunda importancia cultural y psicológica, moldeando la mitología y comprensión del mundo natural de muchas sociedades.

### Religiones abrahámicas

#### Judaísmo
En el Talmud, los eclipses solares se describen como malos presagios y varios eventos en la Biblia hebrea se dice que ocurrieron durante eclipses. El judaísmo en general ha aceptado la explicación astronómica moderna de los eclipses y hoy en día muchos rabinos consideran los eclipses como recordatorios de la divinidad y un momento para la oración y la introspección.

#### Cristianismo

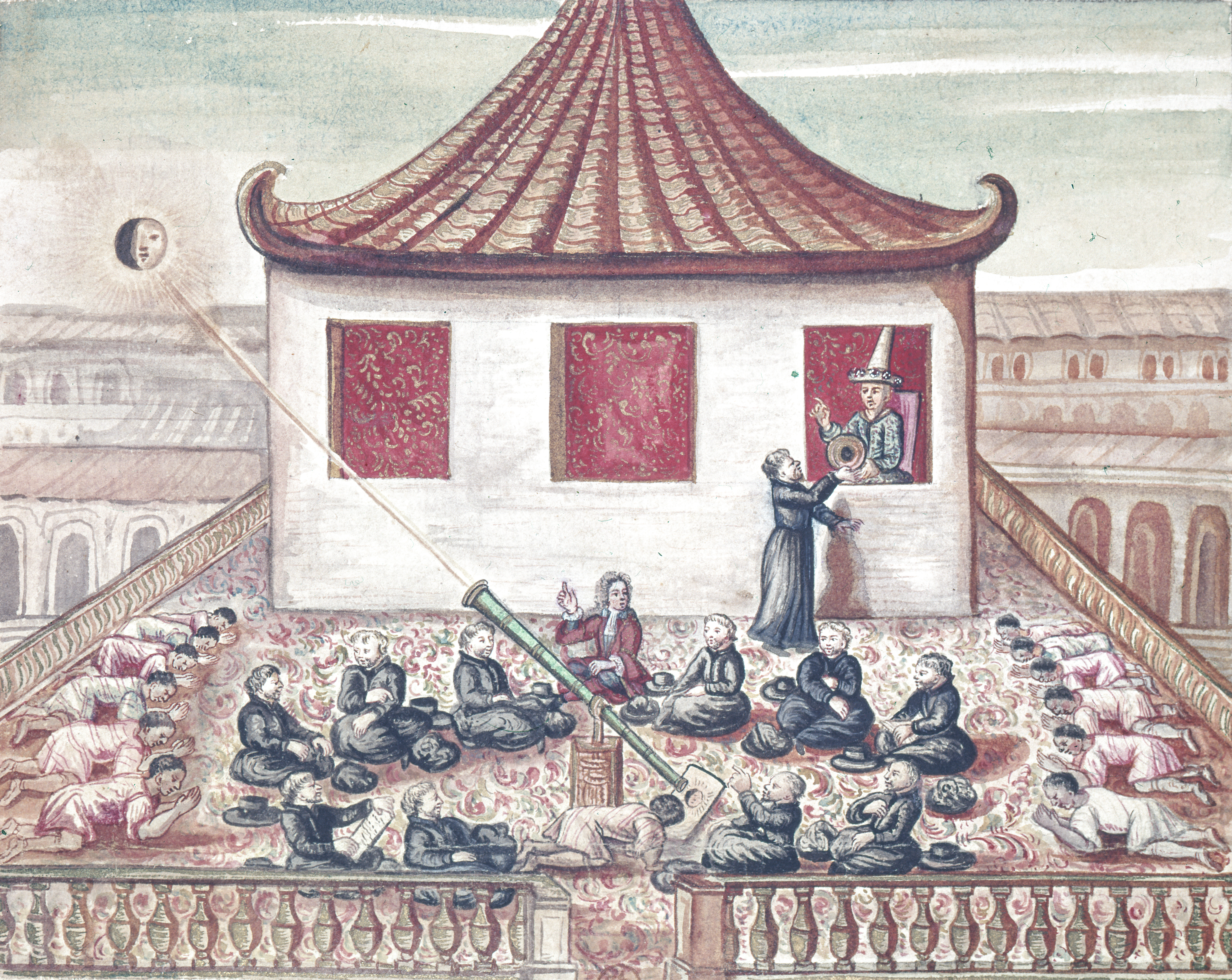
Jesuitas franceses observando un eclipse con el rey Narai y su corte en abril de 1688, poco antes de la revolución siamesa.

La periodicidad de los eclipses lunares fue deducida por los astrónomos neobabilónicos en el siglo VI a. C. y la periodicidad de los eclipses solares fue deducida en el siglo I a. C. por astrónomos griegos, quienes desarrollaron el mecanismo de Anticitera y habían entendido que el Sol, la Luna y la Tierra eran cuerpos celestes esféricos desde Aristóteles. La comprensión astronómica de los eclipses estaba, por lo tanto, bien establecida en el Antiguo Oriente Próximo en el que se desarrolló el cristianismo. El Nuevo Testamento describe el cielo cómo el cielo se oscureció por horas durante la crucifixión de Jesús. Dada la larga duración del evento y el hecho de que ocurriera en un día de Luna llena,  los creyentes contemporáneos tenían claro que no podía ser un eclipse, los primeros cristianos interpretaron esto como un presagio y signo de la divinidad de Jesús. En la Europa cristiana del siglo XII, los eclipses se relacionaban con el gobierno terrenal, donde las muertes de Carlomagno y Enrique I estuvieron precedidas por eclipses solares y lunares. Los santos a menudo también se relacionaban con eclipses: un eclipse solar en su muerte era signo de su santidad. La escatología cristiana menciona fenómenos similares a los eclipses, en Apocalipsis 6:12 se describe cómo «el Sol se volvió negro como tela de saco, la Luna llena se volvió como sangre». Una minoría de cristianos modernos cree que los eclipses presagian la segunda venida..

#### Islam

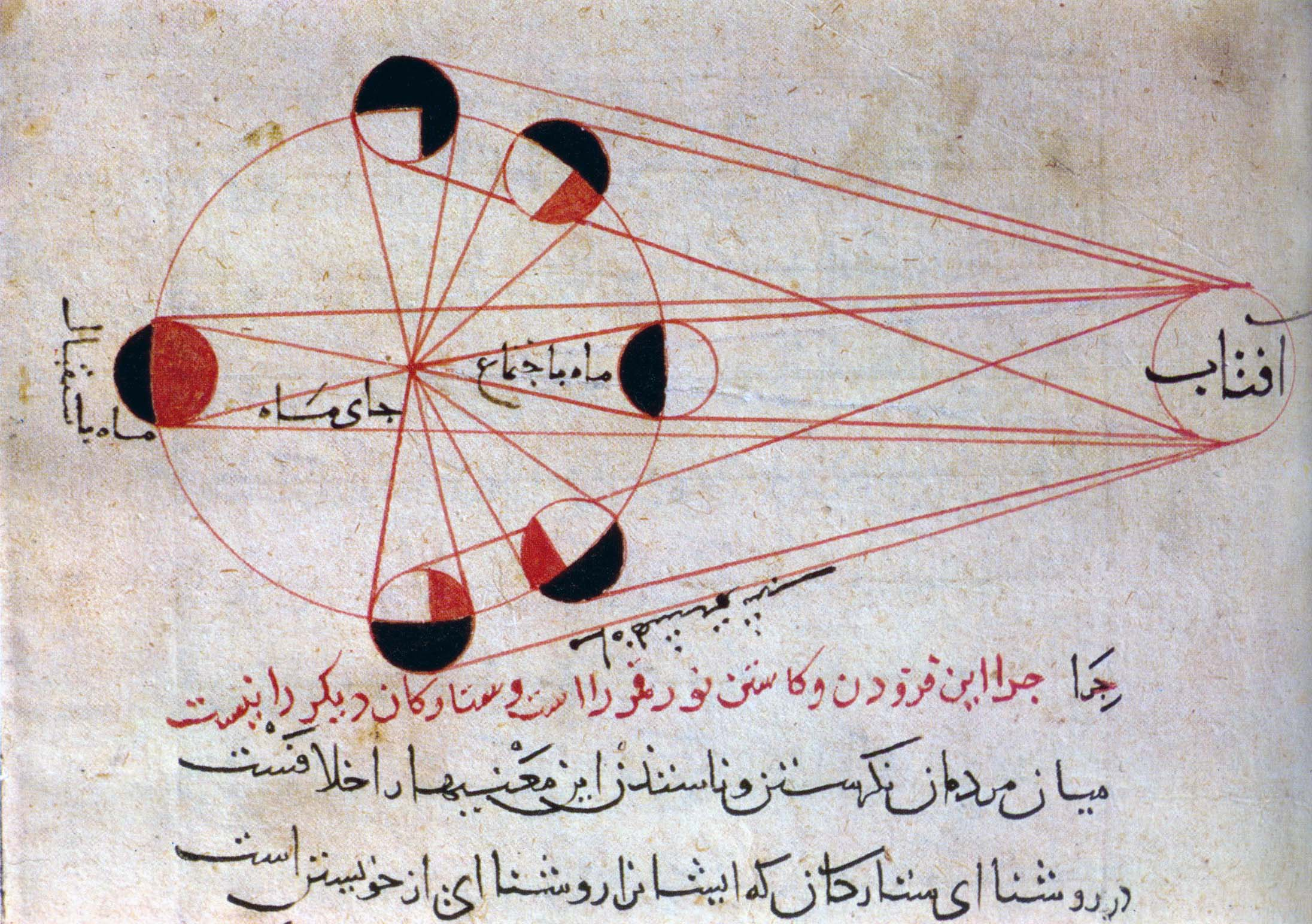
Ilustración de las obras astronómicas de Al-Biruni, explicando las fases de la Luna en relación con la posición del Sol.

La astronomía en el mundo islámico medieval estaba bien desarrollada, y las contribuciones incluyeron la traducción de Al-Ḥajjāj ibn Yūsuf ibn Maṭar del Almagesto de Ptolomeo, en la que corrigió el método de este para predecir eclipses. Teológicamente, el Corán rechaza explícitamente las nociones de la divinidad del Sol y la Luna:

No os postréis ante el Sol ni ante la Luna, sino postraos ante Alá, quien los creó a todos.
Corán 41:37

En un hadiz, Mahoma se oponea que sus seguidores consideren los eclipses como un presagio y afirma que los eclipses no tienen relación con la vida y la muerte terrenales:

Estábamos con el Mensajero de Alá (ﷺ) cuando el Sol se eclipsó. El Mensajero de Alá (ﷺ) se levantó arrastrando su manto hasta que entró en la mezquita. Nos dirigió en una oración de dos rak‘at hasta que el Sol (eclipse) se despejó. Luego el Profeta (p.b.u.h) dijo: «El Sol y la Luna no se eclipsan por la muerte de alguien. Así que, siempre que veáis estos eclipses, orad e invocad (a Alá) hasta que el eclipse termine».
Sahi al-Bujari 1040

Debido a que Mahoma instruyó a sus seguidores a orar durante los eclipses como recordatorios del poder de Dios, muchos musulmanes hoy consideran que es sunnah realizar una oración especial durante los eclipses solares, conocida como salat al-kusuf. Con las técnicas modernas de predicción de eclipses, las congregaciones musulmanas hoy anuncian las oraciones de eclipses solares con antelación ya que el islam otorga un gran peso teológico a la oración comunitaria.

### Mitología grecorromana
Plutarco asoció el nacimiento de Rómulo, la fundación de Roma y su muerte con tres eclipses solares. Los estudiosos han intentado corroborar estas afirmaciones mitológicas mediante cálculos astronómicos modernos y no han podido encontrar eclipses en las fechas tradicionalmente dadas para estos eventos.

### Mitología hindú

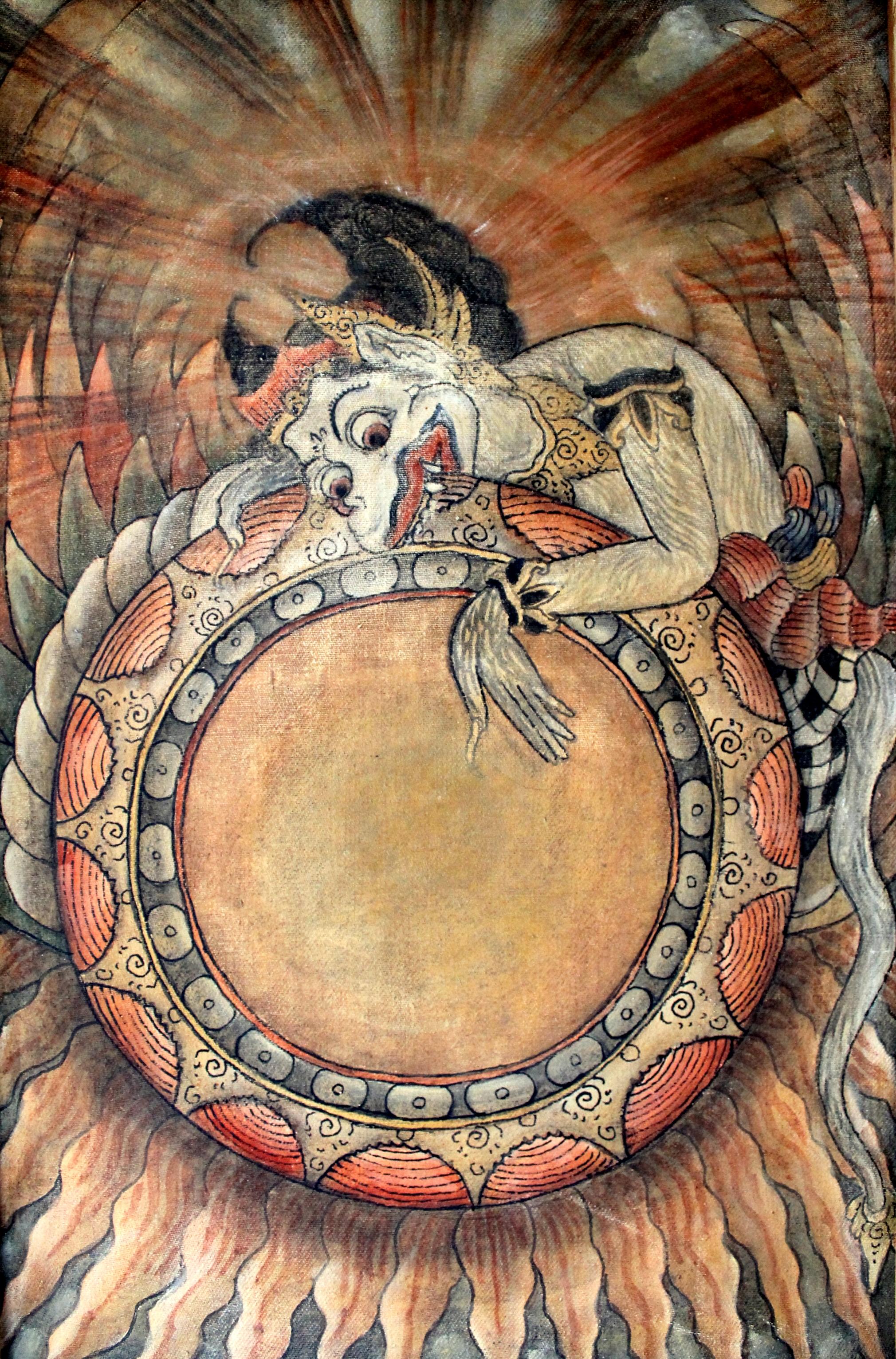
Raju devora el Sol, conocido como Rahukalam.

Según la mitología hindú los eclipses solares y lunares, conocidos en sánscrito como grahana (lit.'Eclipse: ग्रहणं, romanizado: Grahaṇam), ocurren cuando los dioses celestiales Raju y Ketu se tragan el Sol y la Luna, respectivamente.
Los hindúes generalmente creen que un grahana es un mal presagio y se considera el mejor momento para recitar mantras que protejan contra el mal. Se practica el ayuno hasta seis horas antes de un eclipse. Los alimentos a menudo se preparan solo después de que el eclipse ha pasado, y las convenciones sobre consumir comidas en horarios determinados en el contexto del evento están prescritas en el texto religioso hindú Kurmá-purana. Durante un eclipse, los hindúes se consideran impuros. Se bañan y ofrecen oraciones a los antepasados. Los sitios de peregrinación situados junto a un río se llenan de devotos durante el inicio de un grahana en algunas regiones. Las mujeres embarazadas se consideran especialmente en riesgo por los efectos de un eclipse y se espera que cumplan más estrictamente con los rituales para prevenir deformidades en sus hijos. Se considera un mal augurio nacer durante un eclipse, y los brahmanes a menudo son llamados para bendecir mediante rituales a dichos bebés.

### Tradiciones nativas americanas

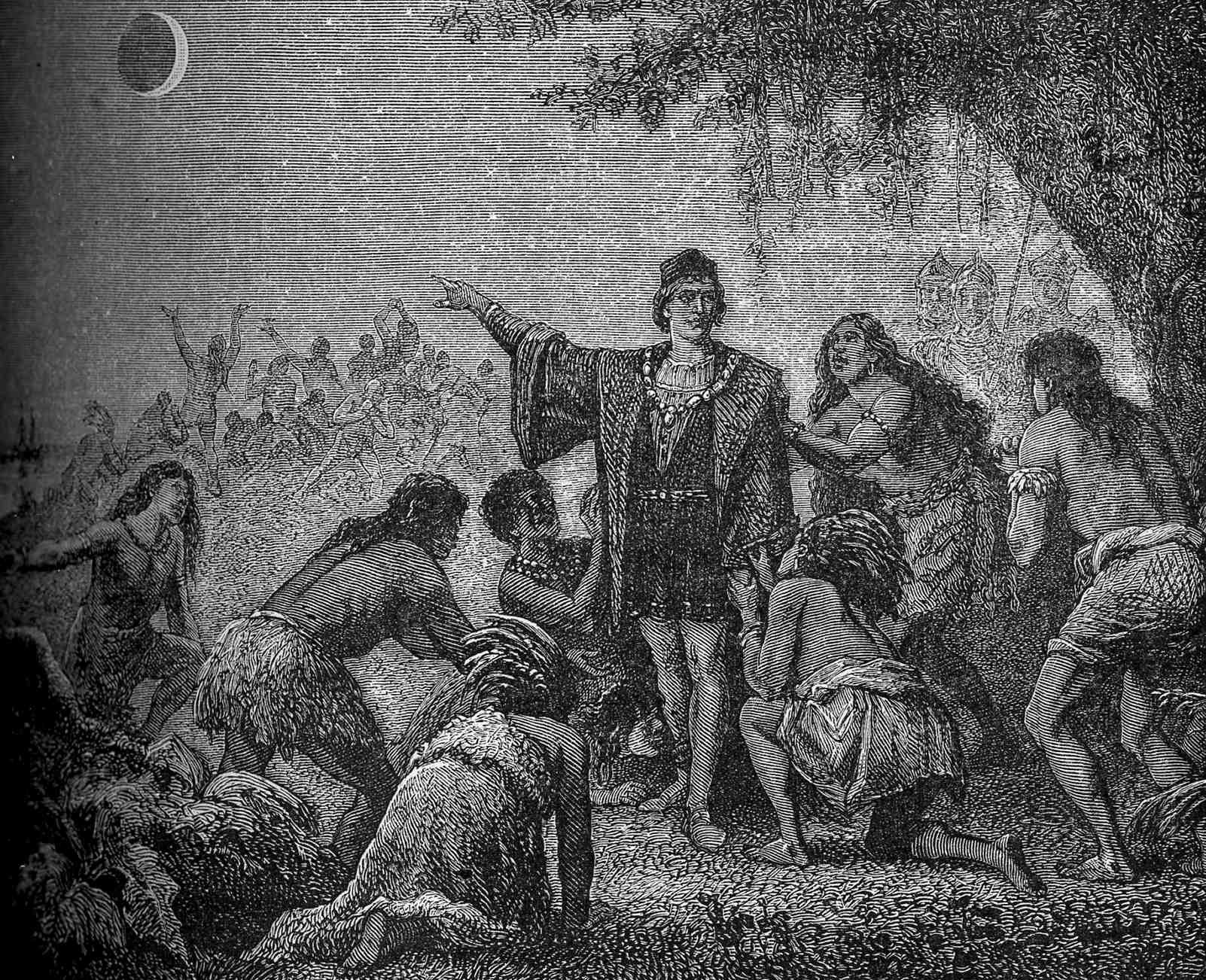
Dibujo de la predicción de Colón sobre el eclipse lunar de marzo de 1504 a los nativos de Jamaica.

Los pueblos indígenas de América tienen prácticas y creencias culturales muy diversas sobre los eclipses.

#### Maya
Desde el siglo XVI, los estudiosos occidentales han estado interesados en los glifos de eclipse registrados por la civilización maya en el Códice de Dresde, considerados por los historiadores como predicciones de eclipses solares y lunares. Como no hay evidencia de que los mayas entendieran el heliocentrismo o las órbitas celestes, es probable que tales predicciones de eclipses se hicieran enteramente a partir de la periodicidad observada. Sin embargo, algunos estudiosos argumentan que los glifos en los códices mayas se refieren a cielos oscurecidos por fuertes lluvias y no a eclipses.

#### Azteca
En la mitología azteca, los eclipses solares ocurrían cuando el dios jaguar Tepeyóllotl consumía el Sol y amenazaba con tragarlo completamente, según el análisis de Eduard Seler del Códice Vaticano B. Un pasaje del siglo XVI del Códice Florentino ofrece un relato de un eclipse solar:

Entonces hubo tumulto y desorden. Todos estaban inquietos, nerviosos, asustados. Había llanto. La gente común alzaba un grito, elevando sus voces, haciendo un gran estruendo, llamando, gritando. Había alboroto por todas partes. Las personas de tez clara eran sacrificadas [como ofrendas]; los cautivos eran asesinados. Todos ofrecían su sangre; pasaban pajas por los lóbulos de sus orejas, que habían sido perforadas. Y en todos los templos se entonaban cánticos apropiados a la ocasión; había un alboroto; había gritos de guerra. Se decía así: «¡Si el eclipse del Sol es completo, habrá oscuridad por siempre! ¡Los demonios de la oscuridad descenderán; devorarán a los hombres!».
de Sahagún, 1950, p. 2

No hay registro de eclipses lunares en la mitología o los registros aztecas, como señaló un observador que escribió en el Códice Telleriano-Remensis sobre un eclipse lunar en 1510. Los registros aztecas de eclipses solares, cuando están presentes, están directamente ligados a eventos históricos; es probable que eligieran registrar dichos eventos solo cuando coincidían con eventos sociales o políticos.

#### Navajo
Los navajos consideran el tiempo durante un eclipse como un momento sagrado de renovación y se abstienen de todas las actividades, incluyendo comer y beber. Durante un eclipse, se cree que el Sol o la Luna están muriendo y renaciendo. Los miembros de la nación deben permanecer en silencio en oración y se considera prohibido mirar a cualquier lugar excepto al suelo. Antes de los métodos modernos de predicción de eclipses, los navajos creían que podían predecir los eclipses venideros a través de sus canciones tradicionales. Durante el eclipse solar del 14 de octubre de 2023, las oficinas de la Nación Navajo, incluyendo sus parques, cerraron por reverencia al eclipse.

#### Hopi
Los hopi, cuya reserva es un enclave de la Nación Navajo, consideran los eclipses como un momento de ceremonia. 

### Nuevos movimientos religiosos

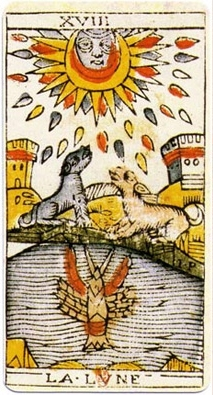
Una carta original del mazo de tarot de Jean Dodal de Lyon, un mazo clásico de Tarot de Marsella, 1701-1715.

Algunos practicantes de la Nueva era y la wicca ven los eclipses solares y lunares como eventos espirituales importantes. Como prácticas religiosas descentralizadas, no hay rituales prescritos establecidos y los seguidores son libres de explorar sus propios ejercicios, que pueden incluir la carga de cristales,  infundir agua con energía y la lectura de cartas del tarot. Para algunos practicantes de la wicca, la naturaleza espiritual del eclipse solar del 21 de agosto de 2017 fue una oportunidad para el activismo político, lanzando hechizos contra la administración de Donald Trump.

### Mitología nórdica

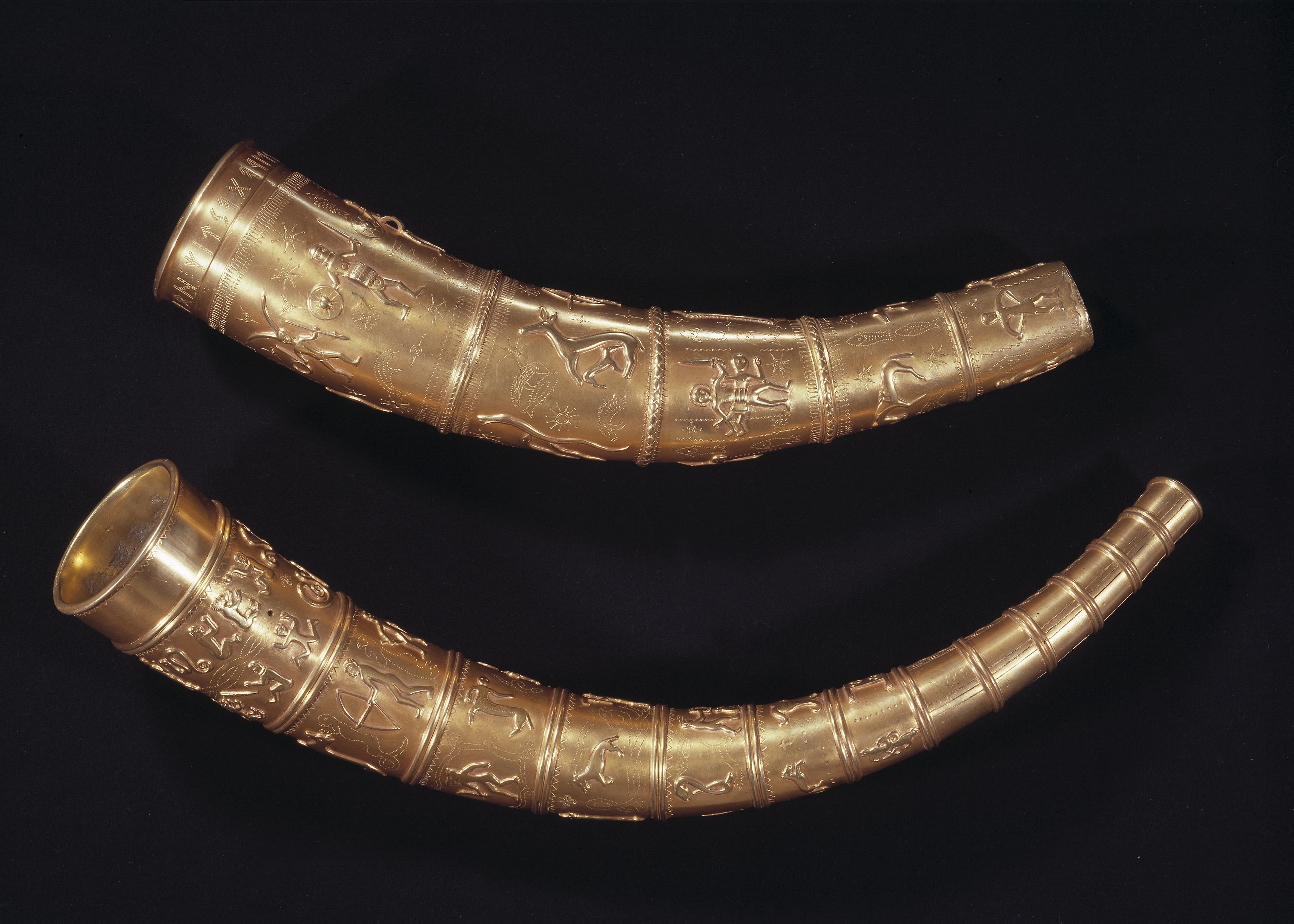
Las réplicas de los Cuernos de oro de Gallehus exhibidas en el Museo Nacional de Dinamarca.

Según la mitología nórdica, un lobo llamado Fenrir vive en constante persecución del Sol. Cuando Fenrir devore al Sol, comenzarán los acontecimientos del fin de los tiempos del Ragnarök. Los historiadores consideran probable que los artefactos de los Cuernos de oro de Gallehus, que contienen iconografía escatológica, fueron hechos en respuesta a un eclipse lunar del 4 de noviembre del 412 y un eclipse solar del 16 de abril del 413.
Otras tribus nórdicas creen que hay dos lobos llamados Sköll y Hati que persiguen al Sol y la Luna, conocidos por los nombres de Sol y Mani, y que un eclipse ocurre cuando uno de los lobos logra comer al Sol o a la Luna.

### Mitología de África Occidental
El pueblo fon creen que la diosa creadora Mawu-Lisa se dividió en un dios Sol (Lisa) y un diosa Luna (Mawu). Los eclipses se ven como los dos dioses participando en un acto sexual. Los jukun explicaban los eclipses como el Sol atrapando a la Luna y tocaban tambores para hacer que el Sol la liberara.

## Prácticas seculares modernas

### Caza de eclipses
Un grupo apasionado de cazadores de eclipses viaja por el mundo para observar eclipses solares. Estas personas, conocidas como umbráfilos, (amantes de las sombras) buscan experimentar la magia de estos eventos celestes. Los umbráfilos utilizan herramientas como gafas de observación solar, también llamadas gafas de eclipse, y telescopios para contemplar el Sol de manera segura.

### Difusión educativa
Los eclipses solares y lunares son oportunidades clave para que las instituciones educativas promuevan el interés por la astronomía. Los eclipses lunares, visibles desde aproximadamente la mitad del planeta, son eventos manejables para organizaciones individuales y fáciles de planificar. En áreas con alta contaminación lumínica, donde la observación de estrellas es difícil, las actividades educativas se centran en los eclipses lunares.  Al estudiar las fases lunares y los eclipses, los estudiantes pueden aprender sobre los tamaños relativos y las distancias entre el Sol, la Tierra y la Luna.
Los eclipses solares, visibles a mediodía en bandas estrechas de la Tierra, permiten a las organizaciones educativas planificar eventos diurnos que atraen a grandes multitudes. Los educadores astronómicos se sienten responsables de garantizar que los espectadores usen gafas de observación solar, distribuyéndolas durante los eventos y promoviendo su uso seguro.  Cuando un eclipse solar total y uno anular ocurren en rápida sucesión, los eventos educativos pueden explicar cómo las órbitas elípticas de la Tierra y la Luna afectan la magnitud del eclipse. Dado que los eclipses solares atraviesan regiones diversas, incluidas áreas rurales o desfavorecidas, estas zonas se benefician de una mayor atención a la educación científica y astronómica.
Los eclipses también fomentan la ciencia ciudadana. Por su brevedad y alcance geográfico, es difícil coordinar experimentos tradicionales en toda el área de visibilidad. Experimentos colaborativos han incluido estudios sobre la propagación de ondas de radio, reacciones de plantas y animales, y mediciones de la temperatura del aire.

### Eventos cívicos
Los eclipses solares se ven mejor en una franja estrecha que atraviesa el planeta, lo que supone una carga logística significativa para las organizaciones y las ciudades situadas en la trayectoria del eclipse total. La Universidad del Sur de Illinois Carbondale se encontró en el centro del eclipse solar del 21 de agosto de 2017, requiriendo tres años de planificación para recibir a unos 30 000 visitantes adicionales en un día originalmente programado para la mudanza de nuevos estudiantes. La congestión de tráfico antes y después de un eclipse solar puede ser intensa, con cientos de miles de personas abarrotando autopistas y desbordándose hacia carreteras secundarias.
Los eclipses también son oportunidades para grandes eventos cívicos fuera del ámbito educativo. Para el eclipse solar del 8 de abril de 2024, una región rural de Texas planeó un festival de música y artes de varios días.  Durante el eclipse solar del 21 de agosto de 2017, el presidente de los Estados Unidos Donald Trump apareció frente a la Casa Blanca, visible para los espectadores desde el jardín sur.